# Robert Kadlec
Robert Peter Kadlec (ou Robert Kadlec) est un médecin américain et officier de carrière dans l'armée de l'air des États-Unis, nommé par l'administration Trump au poste de secrétaire adjoint à la santé et aux services sociaux (préparation et intervention), au Cabinet de Donald Trump, à la Maison-Blanche.

Il a occupé cette fonction jusqu'en janvier 2021, ce qui a fait de lui l'un des gestionnaires majeurs de la pandémie de Covid-19 aux États-Unis.

## Éléments de biographie
En 1979, Kadlec obtient un BS de la United States Air Force Academy, suivi (en 1983) d'un MD de l'Uniformed Services University of the Health Sciences puis d'une maîtrise de l'université de Georgetown en 1989.

## Carrière
Kadlec a passé 26 ans dans l'armée de l'air des États-Unis comme médecin-officier.
Durant deux ans (2007 à 2009), il a été nommé directeur de la biodéfense à la Maison-Blanche et assistant spécial du président George W. Bush pour la politique de biodéfense,.
Kadlec a été directeur adjoint du comité spécial du Sénat américain sur le renseignement et alors nommé par le président Donald Trump comme « Secrétaire adjoint à la préparation et à la réponse » (ASPR, acronyme de Assistant Secretary for Preparedness and Response), un bureau au sein des Health and Human Services. Il fut confirmé à ce poste par le Sénat des États-Unis le 3 août 2017 par vote oral.

### Bureau de la préparation et de la réponse
Avant la pandémie de Covid-19, Kadlec a fortement concentré le travail du bureau sur la préparation d'une réponse aux attaques bioterroristes, un choix qui a ensuite été scruté.
En décembre 2019, Kadlec a déclaré au Congrès américain que les États-Unis étaient dangereusement non préparés pour faire face à une pandémie.
Mais de janvier à mars 2020, Kadlec et son équipe se sont surtout occupés de rapatrier des ressortissants américains à partir des navires de croisière et de pays durement touchés par la pandémie ; les défenseurs de Kadlec ont déclaré que ceci était nécessaire pour protéger les Américains, alors que ses détracteurs lui ont reproché d'avoir manqué des occasions de préparer le pays à la pandémie.
En avril 2020, Kadlec a démis de ses fonctions et rétrogradé le scientifique fédéral Rick Bright, le retirant de son poste de chef de la Biomedical Advanced Research and Development Authority (BARDA) pour le réaffecter à un poste très subalterne de gestionnaire des tests Covid aux National Institutes of Health.
Le mois suivant, Bright a endossé un rôle de lanceur d'alerte, en déposant une plainte dénonçant des actions inappropriées de Kadlec et de plusieurs responsables de l'administration Trump,, Bright affirmant au passage avoir été limogé en représailles pour son « insistance » à ce que le gouvernement fédéral concentre ses ressources sur des réponses « sûres et scientifiquement vérifiées » à la pandémie de Covid-19 plutôt que sur des « technologies manquant de crédibilité scientifique » telles que l'utilisation de l'hydroxychloroquine, qui avait été fortement promue par l'administration Trump Bright a également allégué qu'en janvier 2020, Kadlec a retardé son action pour obtenir des masques faciaux, des écouvillons de test et d'autres matériaux pour lesquels il y aurait plus tard une pénurie.
À ce moment, les partisans de Bright et ceux de Kadlec s'accusaient mutuellement « de traitement préférentiel pour les entrepreneurs privilégiés et de décisions de dépenses inappropriées » l'HHS a nié que Bright ait subi des représailles, mais le Bureau du Conseil spécial a recommandé la réintégration de Bright en tant que chef de BARDA, trouvant une « probabilité substantielle d'actes répréhensibles » dans son éviction.

### Controverses à propos de l'entreprise biotech Emergent BioSolutions
Avant d'être nommé secrétaire adjoint à la préparation et à la réponse par Donald Trump en 2017, Kadlec tout en étant militaire de carrière, a aussi été consultant pour Emergent BioSolutions, une société de biotechnologie américaine œuvrant dans le marché de la « biodéfense ». Dans le même temps, Kadlec était aussi copropriétaire d'une société (RPK Consulting) liée au fondateur d'Emergent BioSolutions, ce qui a pu le mettre en situation de conflit d'intérêts. En effet :
- Kadlec a omis de divulguer ces liens avec l'industrie pharmaceutique dans les formulaires de nomination au Sénat lors de son processus de confirmation de 2017[10] ;
- de plus, la société de Kadlec (RPK Consulting) a fourni des services de conseil à Emergent BioSolutions jusqu'en 2015[11] et peu après sa prise de fonction, Kadlec a fait pression pour augmenter le stock gouvernemental de vaccins contre la variole d'Emergent BioSolutions ;
- l'HHS a attribué un contrat à source unique de 2,8 milliards de dollars sur 10 ans à la société pour acheter ses vaccins contre la variole ; au double du prix précédent[10],[12]. Alors que le renouvellement du contrat était initialement recherché à des conditions modestes, le bureau de Kadlec a finalisé l'accord en doublant la durée du mandat (10 ans au lieu de 5 ans) et en doublant le nombre de doses par an (à 18 millions). Ces faits ont suscité de premières inquiétudes au sujet de possibles conflits d'intérêts[7],[10] ;
- Emergent Biosolutions figurait parmi les nombreuses entreprises ayant financé des délégations lors des deux conventions politiques des principaux partis à l'été 2016, une pratique de lobbying visant à trouver des moyens nouveaux et plus discrets de donner de l'argent à des groupes politiques pour gagner en influence, pratique pour laquelle des groupes de surveillance de la probité de la vie politique ont fait part de leurs inquiétudes[13] : selon le site OpenSecret du Center for Responsive Politics, Emergent Biosolutions a aussi plus récemment (2020) fait don de dizaines de milliers de dollars aux deux partis : aux démocrates (de Joe Biden et Dick Durbin à Andy Harris et Mitch McConnell) mais aussi aux républicains ; la majorité de ses contributions ayant été dirigées vers les démocrates (37,6 %), mais le montant total des dons ayant favorisé les républicains (62,4 %)[14].
- Après que 15 millions de doses vaccins Janssen COVID-19 aient dû être détruites en raison d'une erreur d'Emergent BioSolutions (qui détenait un contrat pour fabriquer les vaccins dans une installation de production de Baltimore), une enquête du Congrès a été lancée "pour savoir si Emergent BioSolutions a fait jouer ses relations avec l'administration Trump pour obtenir plusieurs milliards de dollars de contrats fédéraux en dépit de ses antécédents d'échec à respecter ses contrats " et en dépit de préoccupations relatives à " une formation inadéquate du personnel, des problèmes persistants de contrôle de la qualité et l'augmentation de prix " injustifiée " par l'entreprise pour un vaccin contre l'anthrax acheté par le gouvernement[15],[11]. L'enquête, lancée par les présidents démocrates du House Committee on Oversight and Reform et Select Oversight Subcommittee on the Coronavirus Crisis, a entre autres choses, étudié le rôle de Kadlec ; dans une lettre, les présidents du comité ont écrit que Kadlec « semble avoir fait pression pour » que 628 millions de dollars soient attribués à Emergent pour développer une usine « malgré les indications selon lesquelles Emergent n'avait pas la capacité de remplir le contrat de manière fiable »[15],[11].

## Publications
Il a été co-auteur de quelques articles pré-publiés sur le serveur de réimpression MedRxiv.
- une étude (2021-04-06) sur la mise en œuvre de sites de perfusion d'anticorps monoclonaux SARS-CoV-2 dans trois centres médicaux aux États-Unis, portant sur « l'évaluation des forces et des défis pour informer la pandémie de COVID-19 et l'utilisation future des urgences de santé publique »[16] (étude financée par l'US Department of Health and Human Services (HHS), non relu par des pairs, où les auteurs ont déclaré ne pas avoir de conflits d'intérêts)[16]
- une étude sur les effets du traitement par anticorps monoclonal dans un groupe varié de patients COVID-19 aux États-Unis[17], étude ensuite publiée dans la revue Open Forum Infectious Diseases[17] ; les auteurs ont rempli le formulaire de divulgation de l'ICMJE, ont tous reçu un soutien financier du Bureau du Secrétaire adjoint à la préparation et à l'intervention pour le travail soumis ; et affirment avoir aucune relation financière avec des organisations pouvant avoir un intérêt dans le travail soumis au cours des trois dernières années ; ni aucune autre relation ou activité qui pourrait sembler avoir influencé le travail soumis[17].

### Vidéographie
- (en) [vidéo] HHS Preparedness and Response, « Dr. Robert Kadlec: ASPR Next », sur YouTube.
- (en) [vidéo] HHS Preparedness and Response, « Dr. Robert Kadlec: National Biodefense Strategy », sur YouTube.
- (en) [vidéo] HHS Preparedness and Response, « Dr. Robert Kadlec: The Evolution of Project BioShield », sur YouTube.